# La Couleur
La Couleur – en anglais Colour ou Colouring – est un tableau réalisé par la peintre autrichienne Angelica Kauffmann en 1778-1780. De format ovale, cette huile sur toile est une allégorie de la Couleur faisant partie d'une série de quatre peintures consacrées aux éléments essentiels de l'Art. Elle représente une jeune artiste assise dans un paysage un caméléon à ses pieds. Sa palette à la main gauche, elle tend de la droite son pinceau vers un arc-en-ciel. Commande destinée à décorer le plafond de la Somerset House, l'œuvre est conservée à la Royal Academy of Arts, à Londres, au Royaume-Uni.